# ماندونیان، بوتسوانا
ماندونیان (به انگلیسی: Mandunyane) شهری در ناحیهٔ مرکزی کشور بوتسوانا است که در سال ۲۰۰۰ میلادی ۳٬۲۶۵ نفر جمعیت داشته که از این تعداد، ۱٬۵۵۰ نفر مرد و ۱٬۷۱۵ نفر زن بوده‌اند.